# Tiger & hans vänner
Tiger & hans vänner är ett kristet band vars musik främst riktas till barn och handlar om olika aspekter av Jesus budskap.

## Bandmedlemmar
- "Tiger" - Sång/elgitarr
- "Ormen/Snake" - Elbas
- "Zebran" - Keyboard
- "Snöleoparden/Snöis" - Trumset

## TV Inter
Bandets musikvideor brukade ofta visas i det kristna barnprogrammet "Polarön" (även: "Polarnas ö") producerat av TV Inter.

## Diskiografi

### Album
- Djungelvrål
- Jakten på den försvunna ormen
- Flugjägarna
- Djungelfeber